# 13154 Petermrva
13154 Petermrva eller 1995 RC är en asteroid i huvudbältet som upptäcktes den 7 september 1995 av de båda slovakiska astronomerna Adrián Galád och Alexander Pravda vid Modra-observatoriet. Den är uppkallad efter astronomen Peter Mrva.
Asteroiden har en diameter på ungefär 4 kilometer.